# Novastoa lamellosa
Novastoa lamellosa es una especie de molusco gasterópodo de la familia Vermetidae.

## Distribución geográfica
Se encuentra  en Nueva Zelanda.